# Alfa Romeo 158/159 Alfetta
Alfa Romeo 158/159 (называемый Alfetta) — один из самых успешных гоночных автомобилей в истории Формулы-1. Модель была разработана ещё до Второй мировой войны, в 1938 году, и участвовала в соревнованиях малолитражек. В Формуле-1 использовался командой Alfa Romeo SpA в Чемпионатах мира 1950 (158) и 1951 (159) годов.

## Результаты выступлений в гонках чемпионата мира
| Легенда к таблице |                                                                    |
| --- | ------------------------------------------------------------------ |
| В таблице перечислены результаты всех Гран-при Формулы-1, в которых использовался автомобиль. Строками таблицы являются сезоны, столбцами — этапы чемпионата мира. В каждой клетке указаны сокращённое название этапа и результат, дополнительно обозначенный цветом. Расшифровка обозначений и цветов представлена в нижеследующей таблице. |                                                                    |
| \| Пример \| Описание \| \| ------------ \| ------------------------------------------------------------------ \| \| 1 \| Победитель \| \| 2 \| Второе место \| \| 3 \| Третье место \| \| 5 \| Финишировал, заработав очки \| \| Сход \| Не финишировал, но при этом заработал очки \| \| 12 \| Финишировал, не получив очков \| \| НКЛ \| Финишировал, но не попал в финальную классификацию \| \| 15 \| Участвовал вне зачёта, либо по отдельной классификации \| \| 18 \| Не финишировал, но попал в финальную классификацию \| \| Сход \| Не финишировал \| \| НКВ \| Не прошёл квалификацию \| \| НПКВ \| Не прошёл предквалификацию \| \| ДСК \| Дисквалифицирован \| \| ИСК \| Исключён из протокола соревнований \| \| ТТ \| Заявлен для участия только в тренировках \| \| НС \| Участвовал в квалификации, но не стартовал в гонке \| \| Т \| Травмирован или болен \| \| ОТК \| Отказ от участия \| \| НТР \| Прибыл на соревнования, но на трассу не выезжал \| \| НПР \| Был заявлен в числе участников, но не прибыл к началу соревнований \| \| О \| Соревнования отменены \| \| \| Не участвовал \| \| Поул-позиция \| \| \| Быстрый круг \| \| |                                                                    |
| Пример | Описание                                                           |
| 1 | Победитель                                                         |
| 2 | Второе место                                                       |
| 3 | Третье место                                                       |
| 5 | Финишировал, заработав очки                                        |
| Сход | Не финишировал, но при этом заработал очки                         |
| 12 | Финишировал, не получив очков                                      |
| НКЛ | Финишировал, но не попал в финальную классификацию                 |
| 15 | Участвовал вне зачёта, либо по отдельной классификации             |
| 18 | Не финишировал, но попал в финальную классификацию                 |
| Сход | Не финишировал                                                     |
| НКВ | Не прошёл квалификацию                                             |
| НПКВ | Не прошёл предквалификацию                                         |
| ДСК | Дисквалифицирован                                                  |
| ИСК | Исключён из протокола соревнований                                 |
| ТТ | Заявлен для участия только в тренировках                           |
| НС | Участвовал в квалификации, но не стартовал в гонке                 |
| Т | Травмирован или болен                                              |
| ОТК | Отказ от участия                                                   |
| НТР | Прибыл на соревнования, но на трассу не выезжал                    |
| НПР | Был заявлен в числе участников, но не прибыл к началу соревнований |
| О | Соревнования отменены                                              |
| | Не участвовал                                                      |
| Поул-позиция |                                                                    |
| Быстрый круг |                                                                    |

| Год  | Шасси                   | Двигатель              | Ш | Пилоты        | 1    | 2    | 3    | 4    | 5    | 6    | 7    | 8   |
| ---- | ----------------------- | ---------------------- | - | ------------- | ---- | ---- | ---- | ---- | ---- | ---- | ---- | --- |
| 1950 | Alfa Romeo 158          | Alfa Romeo 158 1,5 L8С | P |               | ВЕЛ  | МОН  | 500  | ШВА  | БЕЛ  | ФРА  | ИТА  |     |
| 1950 | Alfa Romeo 158          | Alfa Romeo 158 1,5 L8С | P | Фарина        | 1    | Сход |      | 1    | 4    | 7    | 1    |     |
| 1950 | Alfa Romeo 158          | Alfa Romeo 158 1,5 L8С | P | Фанхио        | Сход | 1    |      | Сход | 1    | 1    | Сход |     |
| 1950 | Alfa Romeo 158          | Alfa Romeo 158 1,5 L8С | P | Фаджоли       | 2    | Сход |      | 2    | 2    | 2    | 3    |     |
| 1950 | Alfa Romeo 158          | Alfa Romeo 158 1,5 L8С | P | Парнелл       | 3    |      |      |      |      |      |      |     |
| 1950 | Alfa Romeo 158          | Alfa Romeo 158 1,5 L8С | P | Санези        |      |      |      |      |      |      | Сход |     |
| 1950 | Alfa Romeo 158          | Alfa Romeo 158 1,5 L8С | P | Таруффи       |      |      |      |      |      |      | Сход |     |
| 1951 | Alfa Romeo 159 /A /B /M | Alfa Romeo 159 1,5 L8С | P |               | ШВА  | 500  | БЕЛ  | ФРА  | ВЕЛ  | ГЕР  | ИТА  | ИСП |
| 1951 | Alfa Romeo 159 /A /B /M | Alfa Romeo 159 1,5 L8С | P | Фарина        | 3    |      | 1    | 5    | Сход | Сход | 3    | 3   |
| 1951 | Alfa Romeo 159 /A /B /M | Alfa Romeo 159 1,5 L8С | P | Фанхио        | 1    |      | 9    | 1    | 2    | 2    | Сход | 1   |
| 1951 | Alfa Romeo 159 /A /B /M | Alfa Romeo 159 1,5 L8С | P | де Граффенрид | 5    |      |      |      |      |      | Сход | 6   |
| 1951 | Alfa Romeo 159 /A /B /M | Alfa Romeo 159 1,5 L8С | P | Санези        | 4    |      | Сход | 10   | 6    |      |      |     |
| 1951 | Alfa Romeo 159 /A /B /M | Alfa Romeo 159 1,5 L8С | P | Фаджоли       |      |      |      | 1    |      |      |      |     |
| 1951 | Alfa Romeo 159 /A /B /M | Alfa Romeo 159 1,5 L8С | P | Бонетто       |      |      |      |      | 4    | Сход | 3    | 5   |
| 1951 | Alfa Romeo 159 /A /B /M | Alfa Romeo 159 1,5 L8С | P | Питч          |      |      |      |      |      | Сход |      |     |